# Best of the Booker
Il Best of the Booker è un premio speciale assegnato nel 2008 in commemorazione del 40º anniversario del Booker Prize.

## Regolamento
Libri ammissibili comprendono i vincitori del premio sin dalla sua fondazione nel 1969. Tra i candidati sono stati gli unici due autori (fino ad allora) ad aver vinto per due volte il Booker, Peter Carey e J. M. Coetzee, nominati rispettivamente per i loro romanzi Oscar e Lucinda e Vergogna.
Il vincitore, scelto da una votazione pubblica, è stato I figli della mezzanotte di Salman Rushdie, ed è stato annunciato il 10 luglio al Festival della letteratura di Londra. I figli della mezzanotte non solo ha vinto il Booker Prize nel 1981, ma anche il premio speciale "Booker of Bookers", assegnato nel 1993 per celebrare il 25º anniversario del premio.
I titoli entrati nella selezione finale erano:
- James Gordon Farrell, L'assedio di Krishnapur (1973)
- Nadine Gordimer, Il conservatore (1974)
- Salman Rushdie, I figli della mezzanotte (1981)
- Peter Carey, Oscar e Lucinda (1988)
- Pat Barker, The Ghost Road (1995)
- J. M. Coetzee, Vergogna (1999)